# Kurt von Schleicher
 Kurt von Schleicher (?·pàg.) (*4 d'abril de 1882 Brandenburg - † 30 de juny de 1934) va ser un general alemany i l'últim Canceller d'Alemanya durant l'agitada època de la República de Weimar.

## Ideologia
D'origen prussià, Schleicher tenia una manera autoritària de veure l'ordre, la disciplina i la decadència de l'època de Weimar. Creia que l'exèrcit tenia la funció social d'unificar els diversos elements de la societat. Per contra, en política econòmica, el general va ser relativament moderat. Es va oposar, per exemple, a polítiques d'ajuda com les destinades als seus companys junkers (nobles terratinents) de l'Elba Oriental, les anomenades Ajudes de l'Est (Osthilfe) per a les finques en fallida.

## Vida política
Després de la Primera Guerra Mundial, Schleicher va ascendir fermament en el Reichswehr (el nom de l'Exèrcit alemany en aquella època), sent l'enllaç principal entre aquest i els oficials del govern civil. Normalment preferia actuar a l'ombra, planejant històries en periòdics amics i usant xarxes informals d'informadors, per a descobrir el que estaven planificant altres departaments del govern. D'aquesta forma va encapçalar el Ministeramt (Oficina d'Assumptes Polítics).

### Personatge influent
Schleicher, mantenint-se en un estratègic segon pla, es va convertir en una gran figura dintre del gabinet presidencial del govern de Heinrich Brüning, entre 1930 i 1932, servint com ajudant de general Wilhelm Groener, Ministre de Defensa. Amb el temps, Schleicher va acabar mantenint una estreta relació amb el President de la República Paul von Hindenburg, entrant en conflicte amb Brüning i Groener. Eren conegudes les seves intrigues, que foren en gran part les responsables de la caiguda d'aquest govern al maig de 1932. Schleicher es va convertir en Ministre de Defensa sota el nou canceller Franz von Papen a qui va suggerir per a aquest càrrec, creient que seguiria les pautes que ell li marqués. Però no era tan conservador com von Papen, com es va evidenciar en un discurs radiofònic de 1932 en el que va anunciar la seva clara oposició a una dictadura militar i a un Govern titella dominat per la força militar. Finalment, Papin i Schleicher van entrar en conflicte i quan el govern no va poder mantenir una majoria operativa, després de les eleccions de novembre de 1932, Papen fou obligat a dimitir i Schleicher el va succeir com Canceller d'Alemanya.
Von Schleicher esperava arribar a la majoria en el Reichstag  (parlament alemany) formant el Querfront (front creuat), amb el qual unificaria els interessos d'alemanys descontents, al voltant d'un règim no parlamentari però participatiu. D'aquesta manera va aconseguir als sindicats socialdemòcrates, cristians i a l'ala més pròxima a l'esquerra del NSDAP (Partit Nacional Socialista dels Treballadors Alemanys), encapçalat en aquells moments per Gregor Strasser. No obstant això, Strasser ja estava perdent la lluita interna de poder contra Hitler.

### Relació amb el nazisme
Mentrestant, el desbancat Papen ara tenia el favor del president Hindenburg, perquè aquest últim començava a recelar de Schleicher, entre d'altres motius per la seva predisposició a posar-se d'acord amb el SPD (Partit Socialdemòcrata d'Alemanya), al que l'ancià President havia menyspreat. Papen va empènyer al President per a nomenar Canceller a Hitler, en coalició amb els nacionalistes del DNVP (Partit Nacional del Poble Alemany) qui juntament amb Papen, creien que podrien moderar els excessos nazis. A esquena de Schleicher, Papen va celebrar una reunió amb Hitler i Hindenburg (del DNVP), qui havien rebutjat la sol·licitud de poders d'emergència per part de Schleicher, així com la dissolució del Reichstag.
Von Papen va usar el seu vincle personal amb l'ancià president Hindenburg, persuadint-lo perquè, finalment el 30 de gener de 1933 acabés destituint Schleicher i nomenés Hitler com a Canceller. Von Hindenburg sempre s'havia mostrat en contra de donar el càrrec a Hitler, fins i tot de forma pública, arribant a afirmar que no el nomenaria ni per a ministre sense cartera perquè no serviria. Ell volia que fos Papen qui el recuperés, però la insistència de l'últim a cedir-lo a Hitler, el consell de Oskar Hindenburg (fill del president) i rumors d'un possible cop d'estat, van fer que Hindenburg acabés nomenant finalment Adolf Hitler per al càrrec de Canceller.
Schleicher i la seva dona Elisabeth van ser assassinats durant la Nit dels Ganivets Llargs, el 30 de juny de 1934, juntament amb altres suposats enemics del naixent règim nacionalsocialista. La seva fillastra de setze anys va ser qui va trobar els seus cadàvers.

## Gabinet de Schleicher
(Desembre de 1932 - Gener de 1933)
- Kurt von Schleicher - Canceller
- Konstantin Freiherr von Neurath - Ministre d'Afers Exteriors
- Franz Bracht - Ministre d'Interior
- Lutz Schwerin von Krosigk - Ministre de Finances
- Hermann Warmbold - Ministre d'Economia
- Friedrich Syrup - Ministre de Treball
- Franz Gürtner (DNVP) - Ministre de Justícia
- Paul Freiherr Eltz von Rübenach - Ministre de Correos i Ministre de Transport
- Magnus Freiherr von Braun (DNVP) - Ministre d'Agricultura
- Günther Gereke – Reichskomissar de Treball
- Johannes Popitz - Ministre sense cartera